# Tmesisternus nigrotriangularis
Tmesisternus nigrotriangularis là một loài bọ cánh cứng trong họ Cerambycidae.